# Маккензи, Софи
Софи Маккензи (англ. Sophie MacKenzie; род. 31 марта 1992, Бленем) — новозеландская гребчиха, выступавшая за сборную Новой Зеландии по академической гребле в 2012—2016 годах. Двукратная чемпионка мира, победительница этапов Кубка мира, участница летних Олимпийских игр в Рио-де-Жанейро.

## Биография
Софи Маккензи родилась 31 марта 1992 года в городе Бленем, Новая Зеландия.
Заниматься академической греблей начала в 2006 году, проходила подготовку в местном гребном клубе Wairau Rowing Club.
Впервые заявила о себе в гребле на международной арене в сезоне 2012 года, выиграв бронзовую медаль в парных двойках лёгкого веса на молодёжном мировом первенстве в Тракае. Год спустя на аналогичных соревнованиях в Линце вновь стала бронзовой призёркой в той же дисциплине.
В 2014 году в лёгких парных двойках одержала победу на молодёжном чемпионате мира в Варезе и на взрослом чемпионате мира в Амстердаме.
Став полноправным членом новозеландской национальной сборной, в 2015 году в той же дисциплине стала серебряной призёркой на этапе Кубка мира в Варезе, победила на этапе в Люцерне и на мировом первенстве в Эгбелете, став таким образом двукратной чемпионкой мира по академической гребле.
Находясь в числе лидеров гребной команды Новой Зеландии, благополучно прошла отбор на летние Олимпийские игры 2016 года в Рио-де-Жанейро. В паре с Джулией Эдвард в зачёте двоек парных лёгкого веса сумела выйти в главный финал и показала в решающем заезде четвёртый результат.
По окончании Олимпиады в Рио Маккензи сообщила о желании взять перерыв в спортивной карьере, но впоследствии так и не вернулась в академическую греблю в качестве элитной спортсменки.